# Hänga
Hänga (Duits: Genga) is een plaats in de Estlandse gemeente Saaremaa, provincie Saaremaa. De plaats heeft de status van dorp (Estisch: küla).
Tot in oktober 2017 lag Hänga in de gemeente Torgu. In die maand ging Torgu op in de fusiegemeente Saaremaa.

## Bevolking
Het dorp had 11 inwoners op 31 december 2011 en 17 inwoners op 31 december 2021.

## Ligging
Hänga ligt op het schiereiland Sõrve, onderdeel van het eiland Saaremaa.

## Geschiedenis
Hänga werd in 1521 voor het eerst genoemd onder de naam Michel Enge, een boerderij op het landgoed van Torgu. In 1977 werd Hänga bij het buurdorp Lülle gevoegd. In 1997 werd het weer een zelfstandig dorp.